# Palacio de Justicia del Condado de Chase (Nebraska)
El Palacio de Justicia del Condado de Chase es un edificio de gobierno situado en ubicado en Broadway entre las calles 9 y 10, Imperial, en el estado de Nebraska (Estados Unidos). Fue construido entre 1910 y 1912 con ladrillos oscuros y molduras de piedra caliza, con características jacobetanas únicas en los juzgados de Nebraska.
Fue diseñado por el arquitecto AT Simmons de Bloomington, quien más tarde diseñó el palacio de justicia del condado de Dundy en el condado adyacente de Dundy.
Fue incluido en el Registro Nacional de Lugares Históricos en 1990. 